# Port lotniczy Sokotra
Port lotniczy Sokotra – międzynarodowy port lotniczy położony na wyspie Sokotra, w Jemenie. Droga startowa liczy 3,3 km długości i 45,7 m szerokości.

## Linie lotnicze i połączenia
| Linia lotnicza | Kierunek |
| -------------- | -------- |
| Yemenia        | 1. Rijan |